# Beijing Guo'an Zuqiu Julebu 2010
Questa voce raccoglie le informazioni riguardanti il Beijing Guo'an Zuqiu Julebu nelle competizioni ufficiali della stagione 2010.

## Maglie e sponsor
Lo sponsor tecnico per la stagione 2010 è Nike, mentre lo sponsor ufficiale è BBVA. La divisa è una maglia di colore verde con tre sottili strisce bianche orizzontali, due sul busto e una sulle spalle, con le maniche bianche aventi una sottile striscia verde; i pantaloncini sono completamente verdi con calzettoni bianchi superiormente e verdi inferiormente. La divisa di riserva è completamente bianca con solamente una fascia ascellare verde e una fascia verticale di colore verde sulla parte sinistra del pantaloncino che si espande andando verso il basso.
| Casa | Trasferta |  |

## Rosa
| N. |                                 | Ruolo | Calciatore            |
| -- | ------------------------------- | ----- | --------------------- |
| 1  | Cina (bandiera)                 | P     | Zhang Sipeng          |
| 2  | Cina (bandiera)                 | D     | Lang Zheng            |
| 3  | Cina (bandiera)                 | D     | Wu Hao                |
| 4  | Cina (bandiera)                 | D     | Zhou Ting             |
| 5  | Bosnia ed Erzegovina (bandiera) | C     | Darko Matić           |
| 6  | Cina (bandiera)                 | C     | Xu Liang              |
| 7  | Cina (bandiera)                 | C     | Wang Changqing        |
| 8  | Cina (bandiera)                 | C     | Yang Hao              |
| 9  | Cina (bandiera)                 | A     | Du Wenhui             |
| 10 | Brasile (bandiera)              | A     | Valdo                 |
| 11 | Cina (bandiera)                 | A     | Yan Xiangchuang       |
| 12 | Cina (bandiera)                 | P     | Hou Sen               |
| 13 | Cina (bandiera)                 | D     | Xu Yunlong (capitano) |
| 15 | Cina (bandiera)                 | C     | Tao Wei               |
| 16 | Cina (bandiera)                 | C     | Huang Bowen           |
| 17 | Cina (bandiera)                 | C     | Wang Ke               |
| 18 | Cina (bandiera)                 | C     | Lu Jiang              |

| N. |                      | Ruolo | Calciatore                    |
| -- | -------------------- | ----- | ----------------------------- |
| 19 | Cina (bandiera)      | C     | Wang Xiaolong                 |
| 20 | Cina (bandiera)      | D     | Zhang Xinxin                  |
| 21 | Cina (bandiera)      | C     | Yao Shuang                    |
| 22 | Cina (bandiera)      | P     | Yang Zhi                      |
| 23 | Australia (bandiera) | A     | Ryan Griffiths                |
| 24 | Cina (bandiera)      | A     | Yang Yun                      |
| 25 | Cina (bandiera)      | C     | Xue Fei                       |
| 26 | Cina (bandiera)      | C     | Wang Hao                      |
| 28 | Cina (bandiera)      | C     | Zhu Yifan                     |
| 29 | Australia (bandiera) | A     | Joel Griffiths                |
| 30 | Cina (bandiera)      | D     | Zhang Yonghai (Vice capitano) |
| 31 | Cina (bandiera)      | A     | Hu Qiling                     |
| 32 | Cina (bandiera)      | D     | Yu Yang                       |
| 33 | Scozia (bandiera)    | D     | Maurice Ross                  |
| 35 | Honduras (bandiera)  | A     | Wálter Martínez               |
| 42 | Cina (bandiera)      | C     | Zhang Xizhe                   |

## Calciomercato
| Acquisti | Acquisti       | Acquisti         | Acquisti                    |
| R.       | Nome           | da               | Modalità                    |
| -------- | -------------- | ---------------- | --------------------------- |
| D        | Wu Hao         | Shandong Taishan | riscatto comp. (120 mila €) |
| C        | Xu Liang       | Guangzhou E.     | riscatto comp. (280 mila €) |
| A        | Valdo          | Hangzhou Lücheng | definitivo                  |
| C        | Wang Xiaolong  | Shandong Taishan | riscatto comp. (120 mila €) |
| A        | Joel Griffiths | Newcastle Jets   | prestito                    |
| D        | Maurice Ross   | Aberdeen         | definitivo                  |

| Cessioni | Cessioni       | Cessioni       | Cessioni      |
| R.       | Nome           | a              | Modalità      |
| -------- | -------------- | -------------- | ------------- |
| D        | Modibo         |                | svincolato    |
| C        | Yang Pu        |                | ritirato      |
| C        | Emil Martínez  | Indios         | definitivo    |
| P        | Zhang Lei      | Changsha Ginde | definitivo    |
| C        | Wang Dong      | Shenzhen Ruby  | definitivo    |
| A        | Guo Hui        | Dalian Aerbin  | prestito      |
| A        | Joel Griffiths | Newcastle Jets | fine prestito |

## Risultati

### Super League Cinese

#### Girone di andata
| Arbitro: | Zhengping |

|                            |           |  |
| Griffiths 56’ Xiaolong 82’ | Marcatori |  |

| Arbitro: | Jin |

|               |           |               |
| Griffiths 53’ | Marcatori | 11’, 62’ Hleb |

| Arbitro: | Rancheng |

|  |           |               |
|  | Marcatori | 31’ Griffiths |

| Arbitro: | Honghui |

|           |           |  |
| Yifan 71’ | Marcatori |  |

| Arbitro: | Wenfeng |

|           |           |           |
| Netto 62’ | Marcatori | 51’ Liang |

| Arbitro: | Wenfeng |

|             |           |           |
| Yunlong 55’ | Marcatori | 72’ Rodić |

| Arbitro: | Jun |

|           |           |  |
| Jinyu 15’ | Marcatori |  |

| Pechino 16 maggio 2010, ore 20:30 UTC+8 8ª giornata | Beijing Guoan | 0 – 0 referto | Guangzhou R&F | Stadio dei lavoratori di Pechino (30.600 spett.)\| Arbitro: \| Jun \| |
| Arbitro:                                            | Jun           |               |               |                                                                       |

| Arbitro: | Jun |

|                                |           |                            |
| Lin 10’ N'Lend 11’ Riascos 33’ | Marcatori | 4’ Griffiths 81’ Griffiths |

| Arbitro: | Zhengping |

|  |           |                  |
|  | Marcatori | 74’, 80’ Ramírez |

| Tientsin 30 maggio 2010, ore 20:30 UTC+8 11ª giornata | Tianjin Teda | 0 – 0 referto | Beijing Guoan | TEDA Football Stadium (26.000 spett.)\| Arbitro: \| Liang \| |
| Arbitro:                                              | Liang        |               |               |                                                              |

| Arbitro: | Rancheng |

|             |           |  |
| Yonghai 30’ | Marcatori |  |

| Arbitro: | Bing |

|                                 |           |  |
| Ting 51’ Feng 64’ Jung-Hwan 88’ | Marcatori |  |

| Arbitro: | Baolong |

|                                  |           |  |
| Bowen 20’ Ting 74’ Changqing 85’ | Marcatori |  |

| Arbitro: | Bing |

|  |           |              |
|  | Marcatori | 38’ Martínez |

#### Girone di ritorno
| Arbitro: | Di |

|  |           |              |
|  | Marcatori | 13’ Martínez |

| Arbitro: | Rancheng |

|          |           |               |
| Hleb 63’ | Marcatori | 77’ Griffiths |

| Arbitro: | Liang |

|                   |           |         |
| Griffiths 9’, 32’ | Marcatori | 66’ Nei |

| Guiyang 18 agosto 2010, ore 18:00 UTC+8 19ª giornata | Guizhou Renhe | 0 – 0 referto | Beijing Guoan | Guiyang Olympic Sports Center (31.000 spett.)\| Arbitro: \| Fu \| |
| Arbitro:                                             | Fu            |               |               |                                                                   |

| Arbitro: | Lei |

|              |           |                    |
| Xizhe 3’, 9’ | Marcatori | 71’ Yang 82’ Netto |

| Tsingtao 29 agosto 2010, ore 16:30 UTC+8 21ª giornata | Q. Zhongneng | 0 – 0 referto | Beijing Guoan | Qingdao Tiantai Stadium (3.000 spett.)\| Arbitro: \| Liang \| |
| Arbitro:                                              | Liang        |               |               |                                                               |

| Arbitro: | Jun |

|                              |           |                                |
| Liang 28’ Diakité 78’ (aut.) | Marcatori | 18’ Peng 44’ de León 88’ Zheng |

| Arbitro: | Wenfeng |

|              |           |  |
| Chenglin 84’ | Marcatori |  |

| Arbitro: | Baolong |

|                                                 |           |              |
| Griffiths 33’ Liang 74’ Martínez 84’ Wenhui 90’ | Marcatori | 47’ Renliang |

| Arbitro: | Baolong |

|            |           |                           |
| Ramírez 5’ | Marcatori | 3’ Martínez 65’ Griffiths |

| Arbitro: | Liang |

|           |           |            |
| Liang 66’ | Marcatori | 77’ Olguín |

| Arbitro: | Qing |

|                     |           |            |
| Woodly 54’ Jian 56’ | Marcatori | 33’ Wenhui |

| Arbitro: | Rancheng |

|                             |           |              |
| Changqing 42’ Griffiths 69’ | Marcatori | 24’ Kamburov |

| Arbitro: | Honghui |

|                     |           |                      |
| Gilcimar 1’ Yang 6’ | Marcatori | 8’ Hao 25’ Changqing |

| Arbitro: | Baolong |

|               |           |  |
| Griffiths 70’ | Marcatori |  |

### AFC Champions League

#### Fase a gironi
| Arbitro: | Al Badwawi |

|               |           |  |
| Griffiths 52’ | Marcatori |  |

| Arbitro: | Mozaffarizadeh |

|             |           |                                  |
| Kikuchi 40’ | Marcatori | 37’ Griffiths 65’, 86’ Changqing |

| Arbitro: | Hasanali |

|                                           |           |          |
| Ho-Young 79’ Radončić 87’ Jae-Cheol 90+7’ | Marcatori | 18’ Ross |

| Arbitro: | Al Ghamdi |

|  |           |            |
|  | Marcatori | 73’ Molina |

| Melbourne 14 aprile 2010, ore 19:30 UTC+10 5ª giornata | Melbourne Victory | 0 – 0 referto | Beijing Guoan | Etihad Stadium (6.394 spett.)\| Arbitro: \| Bashir \| |
| Arbitro:                                               | Bashir            |               |               |                                                       |

| Arbitro: | Kovalenko |

|                         |           |  |
| Griffiths 26’ Bowen 47’ | Marcatori |  |

#### Ottavi di finale
| Arbitro: | Al Badwawi |

|               |           |  |
| Mota 28’, 85’ | Marcatori |  |

## Statistiche

### Statistiche di squadra
| Competizione        | Punti | In casa | In casa | In casa | In casa | In casa | In casa | In trasferta | In trasferta | In trasferta | In trasferta | In trasferta | In trasferta | Totale | Totale | Totale | Totale | Totale | Totale | DR  |
| Competizione        | Punti | G       | V       | N       | P       | Gf      | Gs      | G            | V            | N            | P            | Gf           | Gs           | G      | V      | N      | P      | Gf     | Gs     | DR  |
| ------------------- | ----- | ------- | ------- | ------- | ------- | ------- | ------- | ------------ | ------------ | ------------ | ------------ | ------------ | ------------ | ------ | ------ | ------ | ------ | ------ | ------ | --- |
| Super League Cinese | 46    | 15      | 8       | 4       | 3       | 23      | 14      | 15           | 4            | 6            | 5            | 12           | 15           | 30     | 12     | 10     | 8      | 38     | 29     | +9  |
| Champions League    | -     | 3       | 2       | 0       | 1       | 3       | 1       | 4            | 2            | 1            | 2            | 4            | 5            | 7      | 4      | 1      | 3      | 7      | 6      | +1  |
| Totale              | -     | 18      | 10      | 4       | 4       | 26      | 15      | 19           | 6            | 7            | 7            | 16           | 20           | 37     | 16     | 11     | 11     | 45     | 35     | +10 |

### Statistiche dei giocatori
| Giocatore      | Super League Cinese | Super League Cinese | Super League Cinese | Super League Cinese | Champions League | Champions League | Champions League | Champions League | Totale   | Totale | Totale      | Totale     |
| Giocatore      | Presenze            | Reti                | Ammonizioni         | Espulsioni          | Presenze         | Reti             | Ammonizioni      | Espulsioni       | Presenze | Reti   | Ammonizioni | Espulsioni |
| -------------- | ------------------- | ------------------- | ------------------- | ------------------- | ---------------- | ---------------- | ---------------- | ---------------- | -------- | ------ | ----------- | ---------- |
| H. Bowen       | 19                  | 1                   | 2                   | 0                   | 7                | 0                | 1                | 0                | 26       | 1      | 3           | 0          |
| W. Changqing   | 13                  | 3                   | 5                   | 0                   | 7                | 2                | 0                | 0                | 20       | 5      | 5           | 0          |
| X. Fei         | 0                   | 0                   | 0                   | 0                   | 0                | 0                | 0                | 0                | 0        | 0      | 0           | 0          |
| J. Griffiths   | 28                  | 6                   | 8                   | 0                   | 7                | 3                | 0                | 0                | 35       | 9      | 8           | 0          |
| R. Griffiths   | 19                  | 6                   | 2                   | 1                   | 0                | 0                | 0                | 0                | 19       | 6      | 2           | 1          |
| Wang Hao       | 0                   | 0                   | 0                   | 0                   | 0                | 0                | 0                | 0                | 0        | 0      | 0           | 0          |
| Wu Hao         | 7                   | 0                   | 1                   | 0                   | 2                | 0                | 0                | 0                | 9        | 0      | 1           | 0          |
| Y. Hao         | 19                  | 1                   | 2                   | 0                   | 1                | 0                | 0                | 0                | 20       | 1      | 2           | 0          |
| L. Jiang       | 7                   | 0                   | 2                   | 0                   | 2                | 0                | 0                | 0                | 9        | 0      | 2           | 0          |
| W. Ke          | 12                  | 0                   | 1                   | 0                   | 2                | 0                | 0                | 0                | 14       | 0      | 1           | 0          |
| X. Liang       | 21                  | 4                   | 6                   | 0                   | 6                | 0                | 3                | 0                | 27       | 4      | 9           | 0          |
| W. Martínez    | 16                  | 4                   | 1                   | 0                   | 0                | 0                | 0                | 0                | 16       | 4      | 1           | 0          |
| D. Matic       | 28                  | 0                   | 7                   | 0                   | 6                | 0                | 2                | 0                | 34       | 0      | 9           | 0          |
| H. Qiling      | 0                   | 0                   | 0                   | 0                   | 0                | 0                | 0                | 0                | 0        | 0      | 0           | 0          |
| M. Ross        | 14                  | 0                   | 3                   | 0                   | 7                | 1                | 1                | 0                | 21       | 1      | 4           | 0          |
| H. Sen         | 0                   | 0                   | 0                   | 0                   | 0                | 0                | 0                | 0                | 0        | 0      | 0           | 0          |
| Z. Sipeng      | 1                   | 0                   | 0                   | 0                   | 1                | 0                | 0                | 0                | 2        | 0      | 0           | 0          |
| Y. Shuang      | 0                   | 0                   | 0                   | 0                   | 0                | 0                | 0                | 0                | 0        | 0      | 0           | 0          |
| Z. Ting        | 27                  | 1                   | 7                   | 0                   | 7                | 0                | 1                | 0                | 34       | 1      | 8           | 0          |
| Valdo          | 9                   | 0                   | 0                   | 0                   | 7                | 1                | 1                | 0                | 16       | 1      | 1           | 0          |
| T. Wei         | 3                   | 0                   | 0                   | 0                   | 0                | 0                | 0                | 0                | 3        | 0      | 0           | 0          |
| D. Wenhui      | 12                  | 2                   | 3                   | 0                   | 5                | 0                | 1                | 0                | 17       | 2      | 4           | 0          |
| Y. Xiangchuang | 27                  | 0                   | 2                   | 0                   | 6                | 0                | 3                | 0                | 33       | 0      | 5           | 0          |
| W. Xiaolong    | 8                   | 1                   | 4                   | 0                   | 3                | 0                | 0                | 0                | 11       | 1      | 4           | 0          |
| Z. Xinxin      | 6                   | 2                   | 1                   | 0                   | 0                | 0                | 0                | 0                | 6        | 2      | 1           | 0          |
| Z. Xizhe       | 8                   | 2                   | 1                   | 0                   | 0                | 0                | 0                | 0                | 8        | 2      | 1           | 0          |
| Y. Yang        | 0                   | 0                   | 0                   | 0                   | 0                | 0                | 0                | 0                | 0        | 0      | 0           | 0          |
| Z. Yifan       | 14                  | 1                   | 1                   | 0                   | 1                | 0                | 0                | 0                | 15       | 1      | 1           | 0          |
| Z. Yonghai     | 25                  | 1                   | 4                   | 0                   | 3                | 0                | 0                | 0                | 28       | 1      | 4           | 0          |
| Y. Yun         | 3                   | 0                   | 1                   | 0                   | 0                | 0                | 0                | 0                | 3        | 0      | 1           | 0          |
| X. Yunlong     | 25                  | 1                   | 6                   | 1                   | 7                | 0                | 0                | 0                | 32       | 1      | 6           | 1          |
| L. Zheng       | 18                  | 0                   | 2                   | 0                   | 5                | 0                | 0                | 0                | 23       | 0      | 2           | 0          |
| Y. Zhi         | 29                  | 0                   | 1                   | 0                   | 6                | 0                | 0                | 1                | 35       | 0      | 1           | 1          |